# Новогригорівка Друга
Новогриго́рівка Друга — село в Україні, у Долинській міській громаді Кропивницького району Кіровоградської області. Населення становить 378 осіб. Колишній центр Новогригорівської Другої сільської ради.

## Пам'ятки
- Балка Очеретяна — ботанічний заказник місцевого значення.

## Персоналії
- Гламаздін Олександр (1998-2022) загинув 18 січня 2022 року.

## Населення
Згідно з переписом УРСР 1989 року чисельність наявного населення села становила 469 осіб, з яких 207 чоловіків та 262 жінки.
За переписом населення України 2001 року в селі мешкали 382 особи.

### Мова
Розподіл населення за рідною мовою за даними перепису 2001 року:
| Мова       | Відсоток |
| ---------- | -------- |
| українська | 95,24 %  |
| російська  | 4,76 %   |